# Germaine Sablon
Pour les articles homonymes, voir Sablon.
Germaine Berthe Sablon, née le 19 juillet 1899 au Perreux-sur-Marne et morte le 17 avril 1985 à Saint-Raphaël, est une chanteuse, actrice française, et une résistante durant la Seconde Guerre mondiale.

## Biographie

### Origines
Née en 1899 au Perreux-sur-Marne, fille de Charles Sablon (compositeur né en 1871), sœur d'André Sablon (compositeur), de Jean Sablon (chanteur) et de Marcel Sablon, directeur des Ballets de Monte-Carlo, Germaine Sablon commence une carrière de chanteuse d'opérettes en 1915. À partir de 1919, elle joue dans des films muets.

### Carrière
Dès 1932, elle commence à enregistrer ses chansons. Parallèlement, sa carrière d'actrice subit un tournant considérable avec l'avènement du parlant, qui révèle son talent dramatique.
En 1940, elle quitte Paris pour Saint-Raphaël. Elle héberge alors Joseph Kessel (avec qui elle a une longue relation) et Maurice Druon, neveu de celui-ci. Avec André Girard et André Gillois, elle lutte contre l'occupant.
En 1941-1942 elle se produit en Suisse où elle enregistre un disque, puis en novembre 1942 elle quitte la France via l'Espagne et le Portugal pour rejoindre l'Angleterre où elle arrive en février 1943.

### Résistante
Le 30 mai 1943, elle chante pour la première fois Le Chant des partisans et l'enregistre pour le film de propagande Three Songs about Resistance (d'Alberto Cavalcanti).
Engagée dans la France libre, elle poursuit la guerre en tant qu'infirmière dans l'ambulance Hadfield-Spears et suit la 1re division française libre en Italie et en France.
Pour tous ces faits, elle est décorée après la Libération de la médaille de la Résistance et de la croix de guerre, ce qui fait d'elle la plus décorée des chanteuses. Le 28 mai 1951, aux Invalides, elle reçoit la Légion d'honneur des mains du général Edgard de Larminat, seule femme parmi beaucoup d'hommes présents ce jour-là.

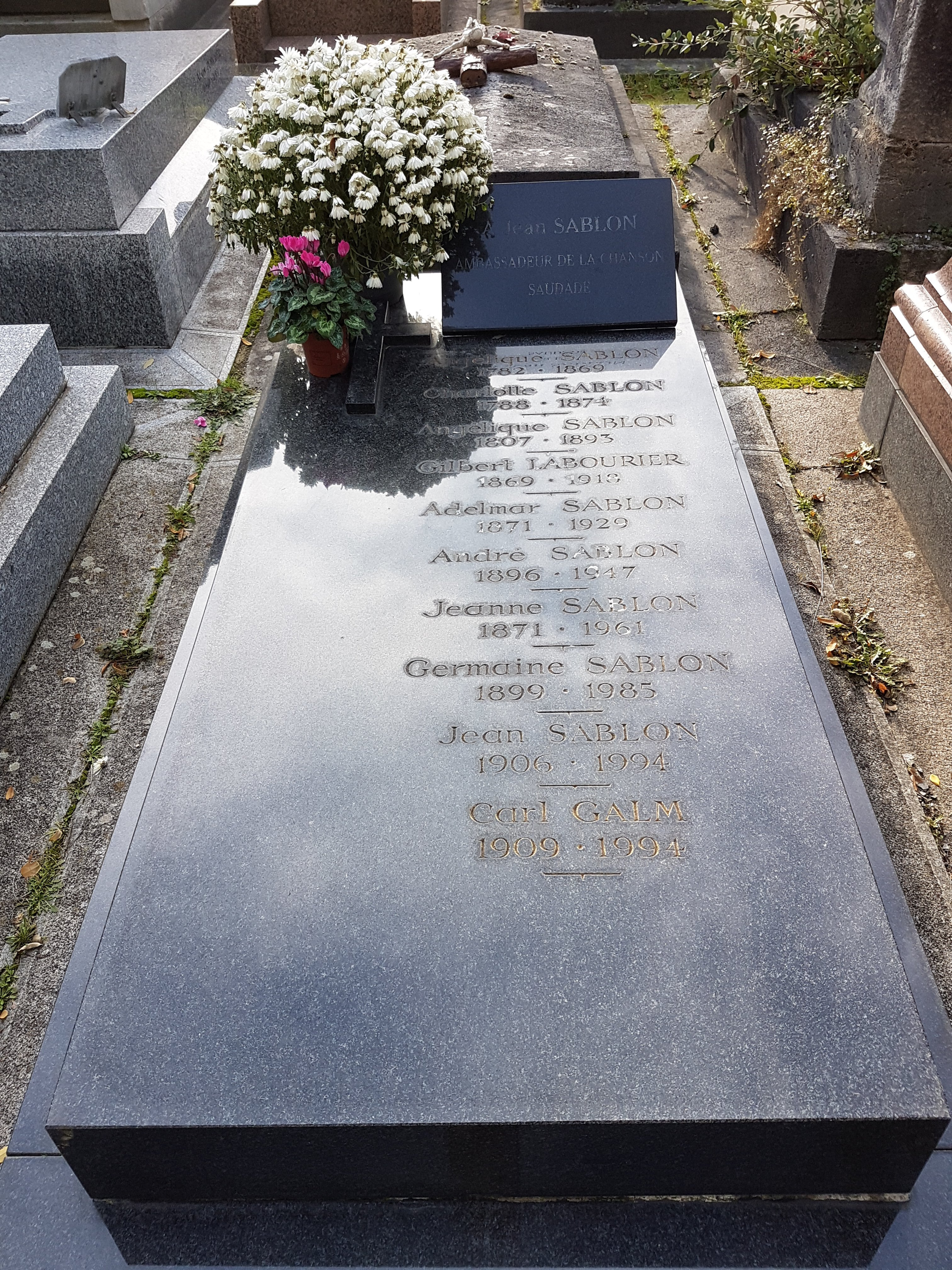
Tombe de la famille Sablon au cimetière du Montparnasse (division 6).

De 1945 à 1955, elle enregistre une trentaine de chansons.

### Vie privée

#### Couple
Elle interrompt sa carrière dans les années 1920 pour mettre au monde deux fils. Mariée deux fois, en 1918 à Maurice Bloch, puis en 1921 à Charles Legrand, elle est pendant de longues années la compagne de l'écrivain Joseph Kessel.

#### Mort
Elle meurt le 17 avril 1985 à Saint-Raphaël, à l'âge de 85 ans. Elle est inhumée avec sa famille au cimetière du Montparnasse (division 6).

## Liste de ses enregistrements (non exhaustive)
- Vous ne savez pas (duo avec Jean Sablon)
- Mon légionnaire
- Le Galérien
- Un amour comme le nôtre
- Ici l'on pêche
- Mon homme
- La petite île
- Partance
- Le Chant des partisans
- Paris est à nous

## Filmographie
- 1920 : La Double Existence du docteur Morart de Jacques Grétillat : Yvonne Saurel
- 1920 : Au-delà des lois humaines de Gaston Roudès et Marcel Dumont : Lise Duclary
- 1920 : L'Envol de Pierre Hot (court métrage)
- 1920 : Le Mont maudit de Paul Garbagni (court métrage) : Pearl Benton
- 1921 : Sans fortune de Geo Kessler
- 1931 : Un coup de téléphone de Georges Lacombe : Manette
- 1931 : Tante Aurélie d'Henri Diamant-Berger (court métrage)
- 1932 : Le Truc du Brésilien d'Alberto Cavalcanti
- 1932 : Chassé-croisé de Maurice Diamant-Berger (court métrage)
- 1932 : Plaisirs défendus d'Alberto Cavalcanti (court métrage)
- 1934 : Paris-Deauville de Jean Delannoy : Paulette de Sempé
- 1934 : Sidonie Panache d'Henry Wulschleger : Séraphine
- 1934 : Surprise partie de Marc Didier (court métrage)
- 1936 : La Vie parisienne de Robert Siodmak : la chanteuse
- 1936 : La Rose effeuillée de Georges Pallu
- 1936 : La Terre qui meurt, de Jean Vallée : Félicité
- 1937 : Au soleil de Marseille de Pierre-Jean Ducis : Ginette
- 1937 : Si tu reviens de Jacques Daniel-Norman : Irène Delly
- 1941 : Sixième étage de Maurice Cloche : la dame en gris
- 1943 : Pourquoi nous combattons (Why We Fight)
- 1955 : La Foire aux femmes de Jean Stelli : Mme Goudart

## Hommages
- La promenade Germaine-Sablon, dans le 13e arrondissement de Paris. À l'aboutissement de l'avenue de France, elle donne accès aux tours Duo, de Jean Nouvel.
- Le neuvième groupe scolaire du Perreux-sur-Marne, sa ville natale, porte son nom[8].

## Décorations
- Chevalier de la Légion d'honneur
- Croix de guerre 1939-1945[9].
- Médaille de la Résistance française avec rosette[9]